# Cesidio Bonanni d'Ocre
Cesidio Bonanni d'Ocre (L'Aquila, 15 agosto 1793 – Napoli, 22 marzo 1877) è stato un giudice e politico italiano.

## Biografia
Nato all'Aquila nel 1793, apparteneva alla famiglia nobile dei Bonanni ed era il figlio quintogenito di Giovanni, barone di Ocre, e di Maria Centi e cugino dello scrittore Teodoro Bonanni d'Ocre. Sposò nel 1821 la nobile Maria Panacci, dalla quale ebbe otto tra figlie e figli.
Si laureò in giurisprudenza all'Università di Napoli e insegnò diritto penale all'Università dell'Aquila. Diventò quindi giudice e fu presidente del consiglio distrettuale dell'Aquila e procuratore del re. Nel 1848 entrò a far parte del governo Maresca Donnorso come ministro di grazia e giustizia e ministro degli affari ecclesiastici e fu tra i firmatari della Costituzione siciliana di quell'anno. Venne nominato, infine, soprintendente generale degli archivi del Regno delle Due Sicilie.
L'11 novembre 1858, con regio decreto del re Ferdinando II, ottenne il titolo trasmissibile di barone di Ocre. Si dedicò anche alla scrittura saggistica e pubblicò gli Elementa juris criminalis nel 1837. Morì a Napoli nel 1877 e fu sepolto nella cattedrale dei Santi Massimo e Giorgio dell'Aquila, nella cappella del Santissimo Sacramento.